# 18121 Konovalenko
18121 Konovalenko è un asteroide della fascia principale. Scoperto nel 2000, presenta un'orbita caratterizzata da un semiasse maggiore pari a 3,2334385 UA e da un'eccentricità di 0,2238190, inclinata di 0,98766° rispetto all'eclittica.